# پدرو چاپه
پدرو چاپه (اسپانیایی: Pedro Chappé‎؛ ۱۶ ژوئن ۱۹۴۵ – ۱۵ مهٔ ۲۰۰۳) بازیکن بسکتبال اهل کوبا بود.